# مطار شيانغراو سانغينغشان
مطار شيانغراو سانغينغشان (بالصينية: 上饶三清山机场) () مطار عام يقع بمدينة شانغراو في جيانغشي في الصين. يبلغ طول المدرج 2400 م . تمت الموافقة على المطار من قبل مجلس الدولة في الصين في أكتوبر 2011، وبدأ البناء في 8 يوليو 2012. وضعت ميزانية للمطار بتكلفة 666 مليون يوان (حوالي 105 مليون دولار أمريكي) ومول جزئيًا بقرض قيمته 50 مليون دولار من البنك الدولي. كان أول مشروع طيران صيني يموله البنك الدولي.
افتتح المطار في 28 مايو 2017، برحلة افتتاحية لشركة خطوط سيتشوان الجوية من مطار تشنغدو شوانغليو.

## شركات الطيران والوجهات
| شركـات طيـران          | الوجهات |
| ---------------------- | --- |
| طيران الصين            | مطار بكين العاصمة الدولي، مطار بكين داشينغ الدولي |
| Chengdu Airlines       | مطار جينغديو الجديد، مطار شيامن قاوتشي الدولي |
| خطوط شرق الصين الجوية  | مطار هاربين الدولي، مطار كونمينغ جانغشوي الدولي |
| خطوط جنوب الصين الجوية | مطار دالي، مطار قوانغتشو باييون الدولي |
| خطوط شاندونغ الجوية    | مطار تشونغتشينغ جيانغبى الدولي، مطار جينان الدولي، مطار غينغادو جياودونغ الدولي، مطار سانيا فينيكس الدولية، مطار شينزين باوان الدولي، مطار شيامن قاوتشي الدولي |
| سبرينغ (شركة طيران)    | مطار شيان شيانيانغ الدولي |

## وصلات خارجية
- http://www.flightstats.com/go/Airport/airportDetails.do?airportCode=